# كلسيريات
كَلْسِيريَّات (الاسم العلمي: Calyceraceae)، فصيلة نباتات مُزهرة من رتبة النجميات. يقتصر التوزيع الطبيعي لنحو ستين نوعًا تنتمي إلى هذه الفصيلة على النصف الجنوبي من أمريكا الجنوبية. تشبه أنواع هذه الفصيلة كلًا من فصيلة النجمية والممشقية.